# Christian Wolff (komponist)
 For alternative betydninger, se Christian Wolff. (Se også artikler, som begynder med Christian Wolff)
Christian Wolff (født 8. marts 1934) er en fransk/amerikansk komponist.
Han emigrerede allerede i 1941 til USA.
Som komponist er han autodidakt; hans musik kendetegnes ved strengt begrænset toneudvalg og stilhed.